# Powers (serie televisiva)
Powers è una serie televisiva statunitense del 2015 basata sul fumetto omonimo di Brian Michael Bendis e Michael Avon Oeming.
La serie ha debuttato il 10 marzo 2015 sulla piattaforma PlayStation Network. Il 3 agosto 2016, Sony ha annunciato la cancellazione di Powers.
In Italia la prima stagione è stata resa disponibile sul servizio streaming di Infinity il 20 maggio 2016. Dal 31 maggio 2016 è disponibile anche su PlayStation Network Italia. I primi tre episodi della seconda stagione sono stati resi disponibili su Infinity il 3 giugno 2016, mentre tutti gli altri episodi della seconda stagione sono stati resi disponibili esattamente il giorno dopo della messa in onda negli USA.

## Trama
I protagonisti della serie sono i detective Christian Walker e Deena Pilgrim, che lavorano in un'unità speciale della omicidi chiamata "Powers", che si occupa di casi che coinvolgono i supereroi e i supercattivi. In un mondo in cui avere dei poteri può renderti famoso, la morte di un noto supereroe fa notizia. Ora il detective Christian Walker (Sharlto Copley) e la sua nuova partner Deena Pilgrim (Susan Heyward) sono in missione per scoprire la verità che li porterà a Calista (Olesya Rulin), una giovane donna dal passato misterioso e dalle motivazioni sospette.

## Episodi
| Stagione         | Episodi | Prima TV originale | Prima TV Italia |
| ---------------- | ------- | ------------------ | --------------- |
| Prima stagione   | 10      | 2015               | 2016            |
| Seconda stagione | 10      | 2016               | 2016            |

## Sviluppo
La produzione di Powers cominciò nel 2009, quando Brian Michael Bendis, creatore del fumetto, rivelò che il canale FX era al lavoro su una serie basata sulla sua opera, e che avrebbe scritto lui stesso l'episodio pilota.  Il pilot venne girato nell'estate del 2011 con Jason Patric e Lucy Punch nei panni dei detective Christian Walker e Deena Pilgrim. Tuttavia nel novembre 2011 fu annunciato che il pilot non aveva soddisfatto i dirigenti di FX e che quindi sarebbe stato rigirato.
Il 19 marzo 2014 è stato annunciato che Powers sarà la prima serie originale del PlayStation Network. Il 16 giugno 2014 entrarono nel cast Susan Heyward, Max Fowler e Adam Godley, rispettivamente nei ruoli di Deena Pilgrim, Krispin Stockley e del capitano Cross. Il 15 agosto 2014 si aggiunsero al cast Eddie Izzard nel ruolo di "Big Bad" Wolfe, Noah Taylor nel ruolo di Johnny Royalle e Olesya Rulin nel ruolo di Calista. A fine agosto entrarono nel cast Sharlto Copley nel ruolo di Christian Walker e Michelle Forbes in quello di Retro Girl.
I primi due episodi sono stati scritti da Charlie Huston e diretti da David Slade.

## Promozione
Il primo trailer è stato distribuito l'11 ottobre 2014, in occasione del New York Comic-Con.